# طيطوي نكات
طيطوي نكات أو سَوْلَمة شهباء (الاسم العلمي: Xenus  cinereus) (بالإنجليزية: Terek  Sandpiper)‏ هو طائر ينتمي إلى طيطوي وشنقب (فصيلة: Scolopacidae).

## معرض صور

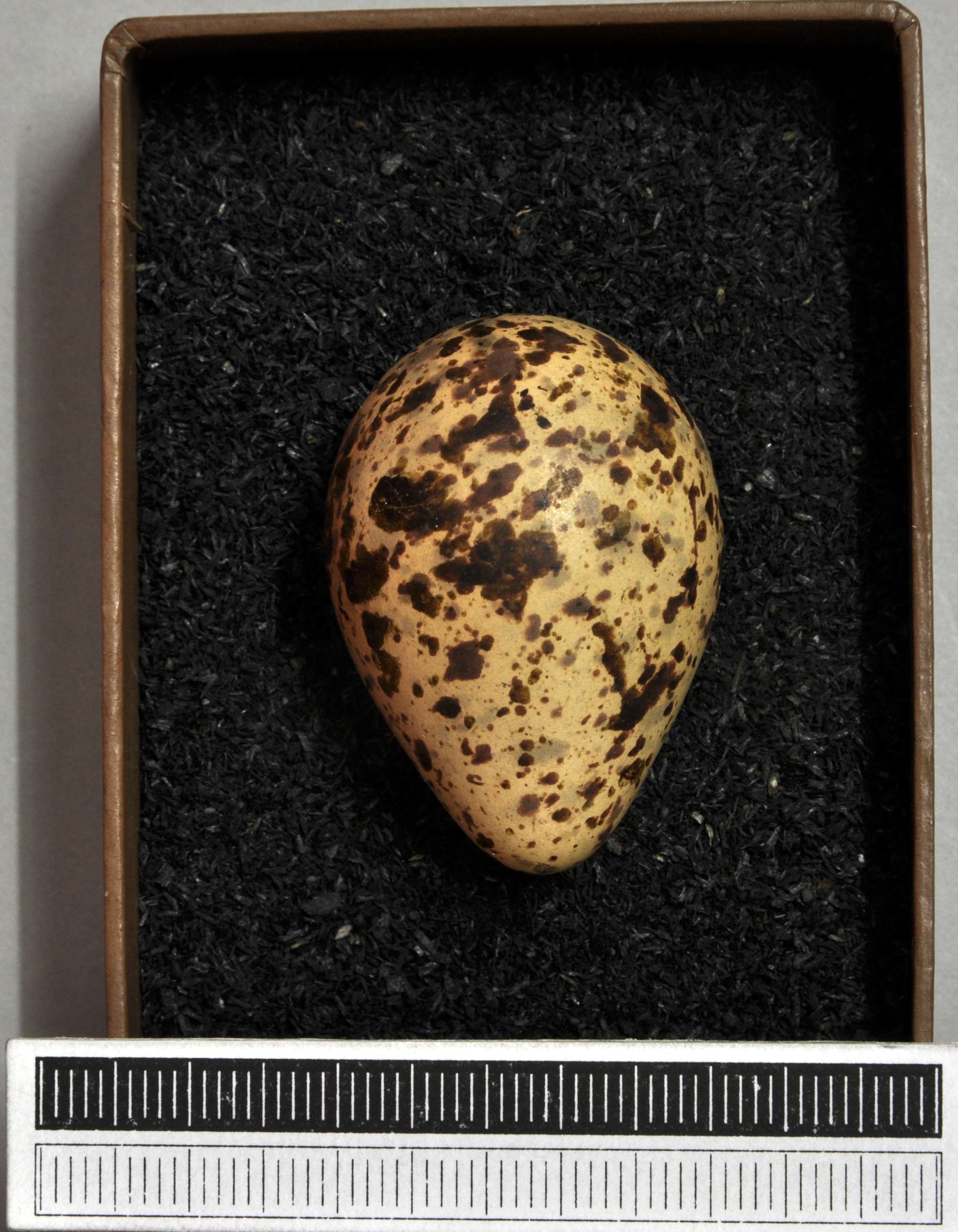
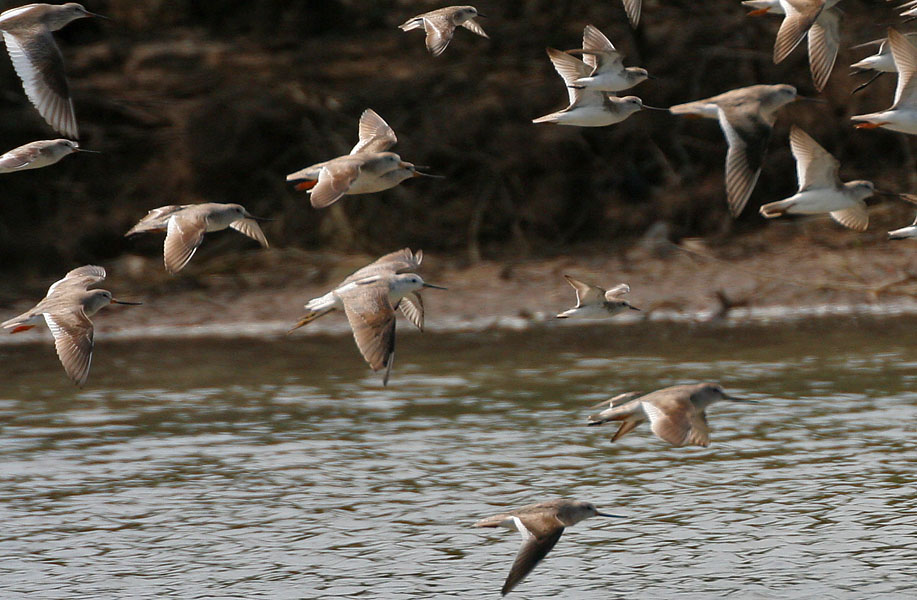
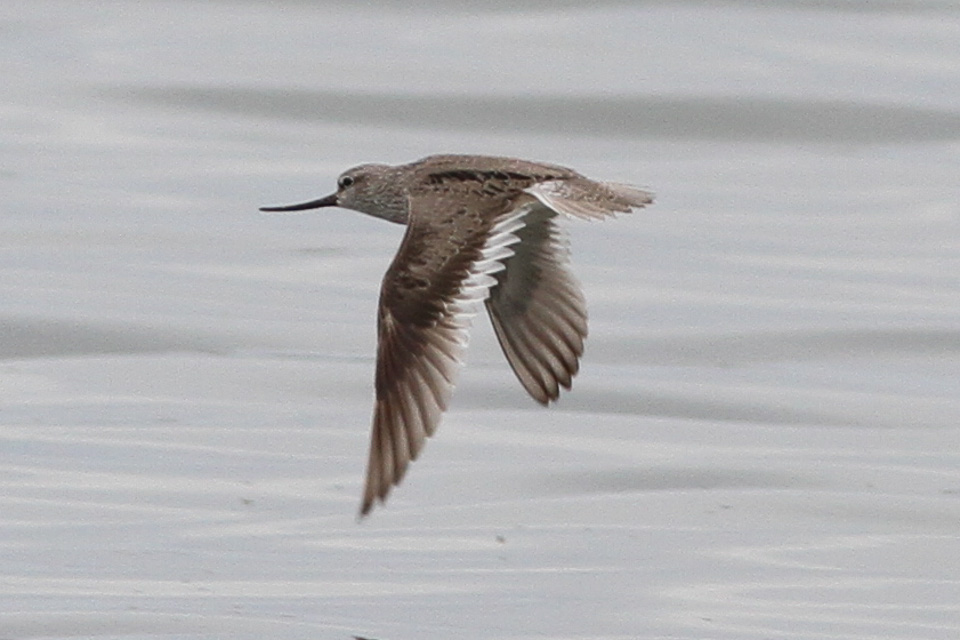
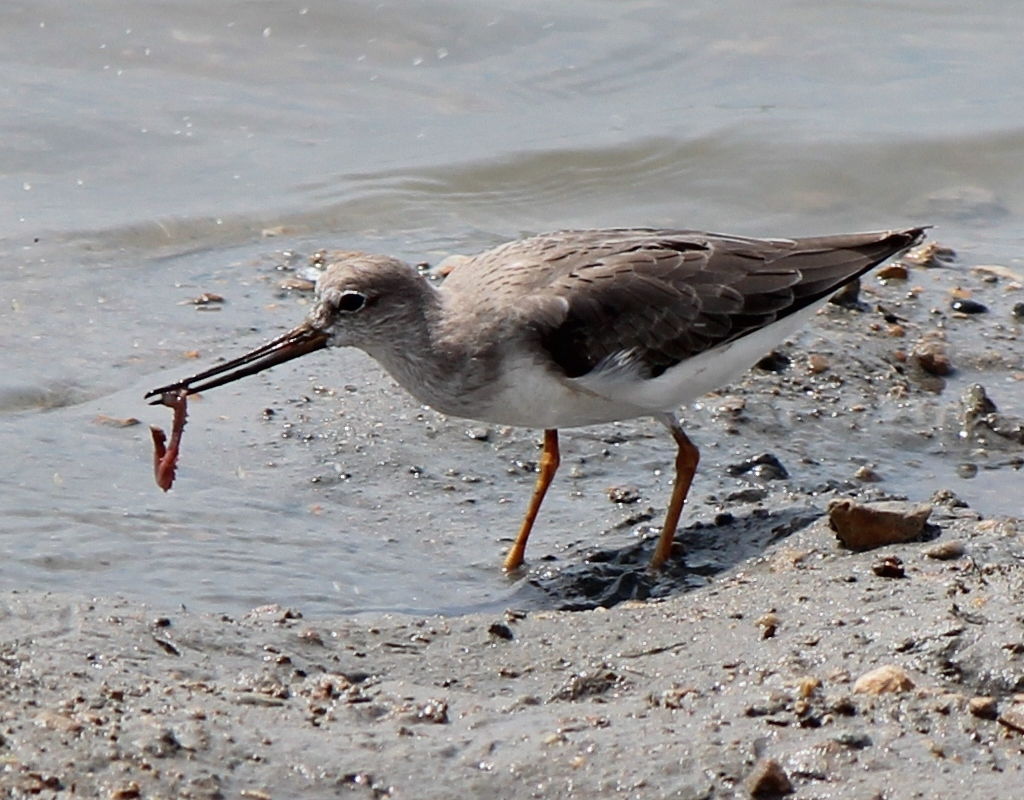